# 中部日本教映
中部日本教映株式会社（ちゅうぶにほんきょうえい　中日教映とも）は、愛知県一宮市にある教育映画などの製作・配給を行う会社である。

## 概要
1968年設立。主に交通安全、防災、企業研修、学童向けの教育映画の製作・配給を官公庁・学校・企業や公共施設向けに製作、配給することを目的としている他、主に映画館がない地域の自主上映のための映画作品の貸し出し提供などもしている。
なお中日新聞社・中部日本放送・中日映画社とは関連はない。

## 自主制作作品
- 日本のおとぎばなし
- 世界の童話

声の出演　小宮和枝、沢りつおら
これは新潟総合テレビ、京都放送（京阪まんが劇場）でも紹介され、KBS京都のバージョン（30分）では、自主上映会などでの上映を念頭に置いた中日教映のクレジットやオープニング・エンディングのテーマソングも放送されていた。